# Авиационная промышленность США
Авиационная промышленность США по уровню развития передовых технологий, масштабам и объёму производства, номенклатуре выпускаемой продукции и числу занятых в производстве занимает одно из первых мест в мире. Высокоразвитая производственная база отрасли обеспечивает разработку, выпуск, модернизацию, ремонт и утилизацию всех типов современных самолётов, вертолётов и беспилотных летательных аппаратов.

## Общая характеристика
Авиационная промышленность США создала и серийно производит некоторые модели ЛА, которые являются рекордными (напр. SR-71 «Блэкбёрд»), либо уникальными (напр. конвертопланы)
Военный авиапром является одной из наиболее динамично развивающихся отраслей ВПК США, уровень и масштабы производства авиационной техники в ближайшей и среднесрочной перспективе будут практически полностью удовлетворять потребности национальных вооружённых сил. Развитию американской авиационной промышленности в значительной степени способствуют масштабные государственные заказы, что обусловлено первостепенным вниманием военно-политического руководства страны к производству военной авиатехники, традиционно, в рамках военной доктрины США (достижение превосходства в воздухе и «вбамбливание в каменный век»), обеспечивающей решение широкого спектра задач в ходе проведения различных по масштабу военных операций. 

По данным Института Бейкера (США), около 50 % всех государственных субсидий приходится на авиакосмическую отрасль, в результате в этой отрасли около 70 % общего объёма затрат на НИОКР (около 20 млрд долл. в год) идёт за счёт государственного финансирования.

Свою военную продукцию авиапромышленность США широко продает странам Европы и Азии и, таким образом, является крупнейшим арсеналом воюющих стран.
Удельный вес гражданского самолётостроения в США весьма высок, по сравнению с другими странами[уточнить]. Производятся крупнейшие в мире пассажирские самолёты (Боинг-747, Боинг-787).

## История
6 мая 1896 «Аэродром Лэнгли номер 5» пионера авиации Самуэля Пирпонта Лэнгли совершил первый успешный неуправляемый полёт габаритного аппарата тяжелее воздуха с двигателем. Он был запущен с помощью пружинной катапульты, установленной на вершине плавучего дома на реке Потомак. В  ноября 1896 полёты продолжились с «Аэродромом номер 6». 

14 августа 1901 года Густав Уайтхед в Файрфилде (Коннектикут) совершил полёт длиной около 800 м  на 15-метровой высоте на оснащённом двигателем аппарате. 

Первый длительный управляемый полёт аппарата тяжелее воздуха с двигателями был совершён на Флайер-1 братьев Райт 17 декабря 1903 г., недалеко от Китти Хаук (Северная Каролина). 14 мая 1908 года братья Райт совершили первый полёт самолёта с двумя людьми на борту (т.е. с пассажиром). 
В январе 1914 года в США была открыта  первая в мире коммерческая пассажирская авиалиния, использовавшая самолёты — авиалиния Сент-Питерсберг—Тампа.  
Когда Соединённые Штаты в апреле 1917 года вступили в Первую мировую войну, они отставали от европейских стран в производстве самолётов. Во многом это было обусловлено тем, что США вступили в войну значительно позже, тогда как большинство европейских стран уже производили самолёты для боевых действий. И США были вынуждены использовать в своей армии самолёты из Великобритании или Франции. 
В августе 1917 Конгресс США принял законопроект, по которому на производство самолётов было выделено 640 млн долл., но экономика страны была не готова перейти на массовое производство самолётов за короткий промежуток времени.
После войны в американской авиационной промышленности продолжался застой из-за низких бюджетов, невысокого спроса (была развитая сеть авто- и железных дорог), а также высокой конкуренции со стороны имеющихся зарубежных производителей, которые обладали гораздо развитой технологией, чем США. Причём основной спрос на самолёты приходился на военные цели. 
Такая ситуация продолжалась до середины 1920-х годов, когда самолёты стали понятным видом транспорта наряду с существующими, причем росла потребность на перевозку пассажиров. В это же время, в целях поддержки авиационной промышленности, правительство США одобрило перевозку авиапочты. А принятый в 1925 году документ — Kelly Airmail Act, побудил конкуренцию среди авиакомпаний, что, в конечном счёте, привёло к расширению авиаперевозок — почты, грузов, пассажиров.
в 1922 году русский эмигрант А. Северский основал фирму «Seversky Aero Corp». Компания работала успешно, было разработано несколько технических новинок, однако во время Великой депрессии разорилась. В феврале 1931 года он основал новую фирму «Seversky Aircraft Corp.», где являлся одновременно президентом, конструктором и лётчиком-испытателем; главным инженером стал его земляк, талантливый грузинский авиаконструктор Александр Картвели. Фирма разработала несколько новых моделей самолётов (SEV-3, P-35, 2PA), но не была коммерчески успешной и в 1939 году была преобразована в Republic Aviation Corporation (наиболее известные разработки которой — P-47 Thunderbolt, F-84 Thunderjet и F-105 Thunderchief), уже в начале 1960-х была куплена компанией Fairchild Aircraft. 
Великая депрессия разрушила авиарынок США. 
В 1930-х вооружение самолётов и пр. изготовляют в США около 25 фирм, среди которых выделяется American Armament Corp.
До войны Англия, Франция поглощали более 50 % всего авиационного экспорта США. 
Американское самолётостроение переживало бурный рост на протяжении Второй мировой войны: война значительно повысила удельный вес заказов этих стран в США на самолёты и моторы. Государство выделяло большие суммы на оборону с акцентом на  переход от автомобилестроения к производству самолётов. В начале войны производство самолетов в США было одним из самых низких в мире среди развитых стран, но к 1945 году американская авиационная промышленность давала уже более 1/3 общемирового производства самолетов (в это время безработица снизилась почти до полной занятости, произошел существенный рост ВВП). 
Следующая таблица показывает, как количество произведённых в США самолётов значительно увеличилось к концу войны:
| Тип                          | 1940 | 1941  | 1942   | 1943   | 1944   | 1945   | Всего   |
| ---------------------------- | ---- | ----- | ------ | ------ | ------ | ------ | ------- |
| Сверхтяжёлые бомбардировщики | 0    | 0     | 4      | 91     | 1147   | 2657   | 3899    |
| Тяжёлые бомбардировщики      | 19   | 181   | 2241   | 8695   | 3681   | 27 874 | 42 691  |
| Средние бомбардировщики      | 24   | 326   | 2429   | 3989   | 3636   | 1432   | 11 836  |
| Лёгкие бомбардировщики       | 16   | 373   | 1153   | 2247   | 2276   | 1720   | 7785    |
| Истребители                  | 187  | 1,727 | 5213   | 11 766 | 18 291 | 10 591 | 47 775  |
| Разведывательные самолёты    | 10   | 165   | 195    | 320    | 241    | 285    | 1216    |
| Грузовые самолёты            | 5    | 133   | 1264   | 5072   | 6430   | 3043   | 15 947  |
| Учебные самолёты             | 948  | 5,585 | 11 004 | 11 246 | 4861   | 825    | 34 469  |
| Самолёты связи               | 0    | 233   | 2945   | 2463   | 1608   | 2020   | 9269    |
| Итого за год                 | 1209 | 8723  | 26 448 | 45 889 | 51 547 | 26 254 | 160 070 |

Массово производились знаменитые «Летающая крепости» — (сверх)тяжёлые бомбардировщики — Boeing B-17 Flying Fortress (12 726 ед.) и  B-29 Superfortress (3970 ед.). 
В послевоенное время фирмой Боинг также производились тяжёлые стратегические бомбардировщики — B-47, B-50, B-52 и позднее B-1. Также бомбардировщики от фирмы Конвэр — B-36 (самый большой американский военный самолёт в истории) и B-58 Hustler (первый в мире сверхзвуковой дальний бомбардировщик).
Компания «Норт Американ» создала ряд знаменитых военных самолётов, в том числе учебный T-6 Texan, бомбардировщик B-25 Mitchell, истребители P-51 Mustang, FJ-1 Fury, F-86 Sabre, F-100 Super Sabre; также была предложена программа замены парка стратегических Boeing B-52 на модель XB-70 Valkyrie (шестимоторный реактивный бомбардировщик). В 1967 году слилась с Rockwell и продолжала существовать в виде авиационного подразделения Rockwell International; в 1996 году была продана «Боинг» и включена в подразделение Boeing Integrated Defense Systems. 
С 1985 года доля авиапрома США на мировом рынке продаж упала с 72 до 56 %, главной причиной этого стала конкуренция европейского консорциума Airbus. США готовы открыть свои границы для трансатлантических объединений, которые приведут к появлению игроков мирового масштаба и создадут возможности для приобретения американских компаний АКП иностранными фирмами.

## Производители
Авиакосмическая промышленность США сосредоточена в основном в Южной Калифорнии (с главными центрами Лос-Анджелес, Сиэтл, Сан-Диего, Сан-Хосе). Зародившись в крупных масштабах в годы Второй мировой войны, когда Тихий океан оказался главным для США театром военных действий, военная промышленность разрослась здесь до крупных размеров и сложилась в разветвлённый многоотраслевой комплекс. В начале 70-х годов здесь концентрировалось около 40 % всех занятых в отрасли.
Свыше 2/3 всего производства авиационных двигателей, приборов, комплектующих узлов и деталей сосредоточено на Индустриальном Востоке США (основные центры — Цинциннати, Индианаполис, Хартфорд, Нью-Йорк, Бостон, Буффало). На Западе к числу крупных центров двигателестроения в авиакосмической промышленности относятся Сакраменто, Финикс, Лос-Анджелес.
- Боинг (The Boeing Company);  два основных производственных подразделения:
  - Boeing Commercial Airplanes (гражданская продукция)
  - Boeing Integrated Defense Systems (продукция военного назначения и космическая техника)
- Локхид (Lockheed Martin)
  - Skunk works — неофициальное название отделения фирмы Локхид Мартин, которое занимается секретными разработками.
- Дуглас/Макдоннелл Дуглас  (в 1997 McDonnell Douglas и Boeing объединились в компанию Boeing Company — крупнейшую мировую аэрокосмическую корпорацию)
- Нортроп Грумман (Northrop Grumman Corporation) — корпорация, образованная в 1994 году в результате слияния компаний «Northrop Corporation» и «Grumman Corporation».
  - Нортроп (Northrop Corporation) — авиастроительная компания, существовавшая с 1939 по 1994 год.
  - Грумман (Grumman Aircraft Engineering Corporation, позднее Grumman Aerospace Corporation) — авиастроительная компания, существовавшая с 1929 по 1994 год.

двигателестроение
- Пратт энд Уитни (Pratt & Whitney)

авионика
- Honeywell Aerospace[англ.] (также подразделение Garrett AiResearch[англ.]) — часть Honeywell International — двигателестроение и авионика

### Вертолётостроение
- Sikorsky Aircraft
- Bell Helicopter
- Piasecki Helicopter[англ.] «Пясецкий Геликоптер» 
  - Boeing Rotorcraft Systems[англ.] (ранее Boeing Helicopters, ранее Boeing Vertol),
- Robinson Helicopter

см. также: Категория:Вертолёты США

## Производство
США обладает широко развитой сетью авиазаводов, тесно связанных с большим количеством поставщиков. Число предприятий-смежников составляет более пятисот.
В США очень широко развита (30-е?) промышленность, изготовляющая оборудование и агрегаты для самолетов и моторов; насчитывается 510 крупных и мелких фирм, поставляющих свою продукцию авиации. К числу наиболее известных фирм принадлежат Sperry Gyroscope, Kollsman Instrument C°, Bendix Aviation Corp., Pioneer Instrument C° и пр.

### Гражданское
Удельный вес гражданского самолетостроения в США очень высок  по сравнению с другими странами (в 1938 г. выпуск гражданских самолетов  — 51 %
Широкофюзеляжные: см. Конкуренция между Airbus и Boeing
Бизнес-класс: Гольфстрим (г. Саванна, штат Джорджия)

### Военное
Список 100 крупнейших мировых компаний ВПК (2013)
Продукция
Истребители четвёртого (F-14, F-15, F-16) и пятого (F-22, F-35) поколений.
Тяжёлые бомбардировщики (B-52) и военно-транспортные самолёты (C-130 и др.). Также бомбардировщики по стелс-технологии (F-117 Nighthawk, B-2 Spirit), палубная авиация.
Единственный в мире серийно производимый конвертоплан V-22 Osprey.
См. также: Ганшип